# Рт Морис Џесуп
Рт Морис Џесуп (дан. Kap Morris Jesup) је најсевернија тачка острва Гренланда и удаљена је 711,8 км од географског северног пола. До ове географске ширине први је дошао амерички адмирал Роберт Пири 1900. године верујући да је то најсевернија копнена тачка на планети. Касније се установило да је најсевернија копнена површина на Земљи свега 707 метара северније на острву Кафеклубен.
Рт је име добио у част америчког филантропа и банкара Мориса Кетчума Џесупа који је финансијски помогао Пиријеву истраживачкиу експедицију. 